# Таранюк Євген Митрофанович
Тараню́к Євге́н Митрофа́нович (23 серпня 1949, с. Вербівка, Іллінецький район — 12 серпня 2024, м. Іллінці) — український письменник, член Національної спілки письменників України (2018), Національної спілки журналістів України (1980).

## Біографія
Народився 23 серпня 1949 року в с. Вербівка Іллінецького району на Вінниччині. Заочно закінчив філологічний факультет Київського державного університету ім. Т. Г. Шевченка (1978.) З 1972 року і до виходу на пенсію — на журналістській роботі у регіональних засобах масової інформації Вінницької області.

Помер 12 серпня 2024 року і похований у м. Іллінці на Голицькому кладовищі.

## Літературна діяльність
Прозаїк, поет, публіцист. Автор книг:
- «Очі вічності»: вірші (1995);
- «Диктатура совісті»: вірші (1996);
- «Хронопіль»: оповідання (1996);
- «Акценти»: вірші (1998);
- «Тяпляндія»: сатирична повість-казка (1999);
- «Позиція»: вірші (2002);
- «Майдан»: поезія та проза (2009)[4];
- «Іду на ви»: кіноповість (2013)[5]

Друкувався у періодиці.